# マルティン・ハインリヒ・クラプロート

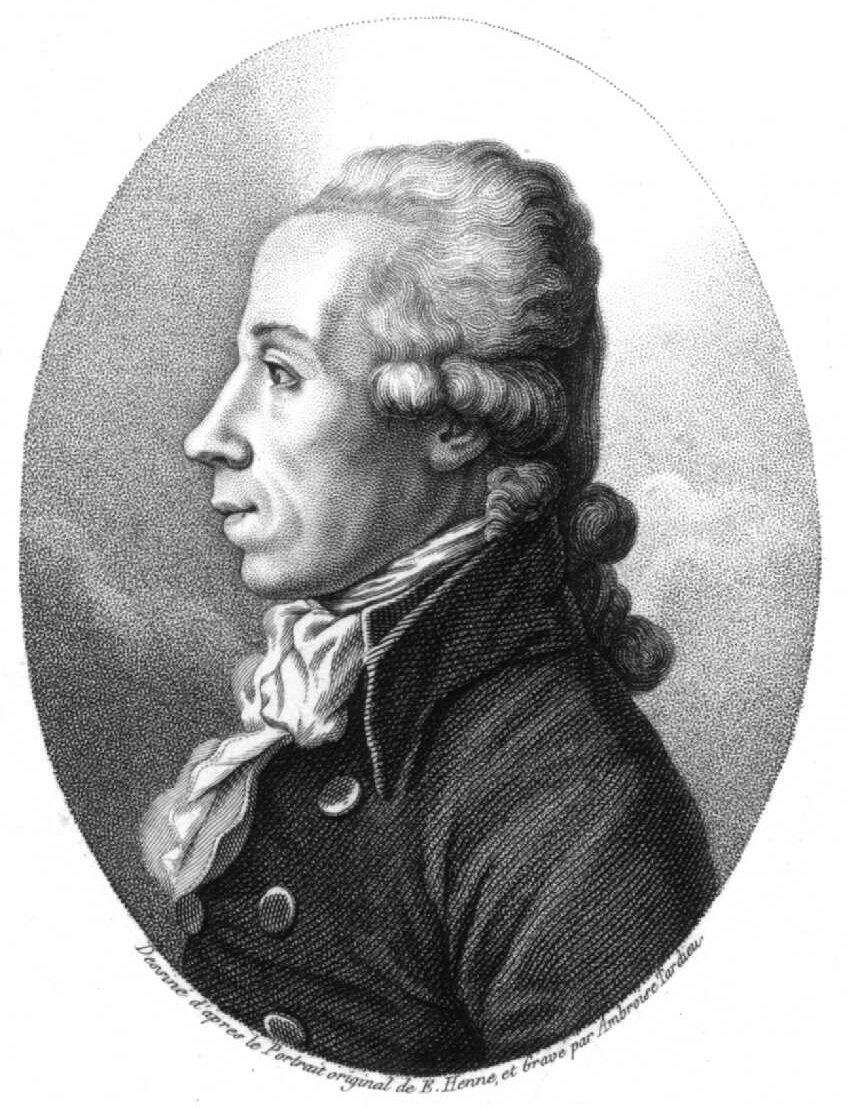
Martin Heinrich Klaproth

マルティン・ハインリヒ・クラプロート（Martin Heinrich Klaproth、1743年12月1日 – 1817年1月1日）は、ドイツの化学者である。

## 人物
ヴェルニゲローデに生まれた。16歳で薬局につとめ、その後クヴェトリンブルク、ハノーファーなどで薬局の助手を務め、1768年ベルリンにでた。1770年有名な化学者ローゼの助手になったが、その直後にローゼが亡くなったので、ローゼの仕事をつぐことになった。1795年に王立協会フェロー選出。1810年にフンボルト大学（ベルリン大学）が創設されると初代の化学の教授になった。
分析化学と鉱物学に業績を残した。ウラン、ジルコニウム、セリウムの発見者とされ、テルルとチタンの発見を確認し、これらの元素の命名者になっている。1789年、ピッチブレンドから酸化ウランを精製し、新元素であると結論し、同年9月24日プロイセン科学アカデミーで発表した。

## 息子
- ユリウス・ハインリヒ・クラプロート(Julius Heinrich Klaproth) （1783年 - 1835年）…19世紀ヨーロッパを代表する東洋学者[1]。